# Макайвер, Джоэл
Джоэл Макайвер (англ. Joel McIver, род. 10 февраля 1971, Великобритания) — британский писатель и журналист. Наиболее известен как автор книги — «Justice For All. Вся правда о группе „Metallica“» выпущенной в 2004 году и с тех пор переиздававшейся на девяти языках. Среди других работ Макайвера фигурируют биографии таких исполнителей, как Black Sabbath, Slayer, Thunder, Queens Of The Stone Age и Айс Кьюб. На протяжении карьеры печатался в таких изданиях, как The Guardian, The Daily Telegraph и Classic Rock, а также выступал в качестве эксперта на радио и телевидении.

## Карьера
Начиная с 1999 года Макайвер написал более 30 книг, впоследствии переизданных во множестве других стран (всего 75 изданий). Во введении к книге Нила Дэниелса All Pens Blazing известный канадский рок-публицист Мартин Попофф описал Макайвера как «вероятно, лучшего [рок] писаря в мире». В апреле 2012 года британский журнал Classic Rock описал его как «в какой-то мере, самого плодовитого британского писателя [специализирующегося на жанрах] хард-рок/метал».
Помимо сочинения собственных книг, Макивер также является соавтором автобиографий ряда рок-музыкантов. Так, он сотрудничал с бас-гитаристом группы Deep Purple Гленом Хьюзом, чья книга была опубликована в 2011 году. Среди других автобиографий, написанных под руководством Макайвером, фигурируют книги о Максе Кавалере (Sepultura, Soulfly, Cavalera Conspiracy) и Дэвиде Эллефсоне (Megadeth), предисловия к которым были написаны Дэйвом Гролом и Элисом Купером соответственно.
В апреле 2016 года издательство Macmillan Publishers анонсировало выпуск автобиографии Вуди Вудманси, барабанщика Дэвида Боуи, «Spider From Mars: My Life With David Bowie», соавтором которой выступил Макайвер. Книга была выпущена в конце того же года и содержит предисловие продюсера и друга Боуи — Тони Висконти.
С 2012 года Макайвер также является редактором журнала Bass Guitar и иногда выступает в качестве басиста; так в 2017 году он играл на джазовом фестивале Brecon Jazz Festival в дуэте с гитаристом Джерардом Казинсом.
Помимо этого Макайвер является автором подкаста «Dead Rock Stars», который ведёт вместе со своим другом — писателем Миком Уоллом. В июне 2018 года редакция The Guardian назвала «Dead Rock Stars» лучшим подкастом недели.
Макайвер — выпускник школы Backwell School и Эдинбургского университета.

## Награды
Как редактор журнала Bass Guitar, в 2018 году Макайвер получил награду за «Лучший образовательный проект» от школы Players School of Music (Клируотер, штат Флорида). В том же году переиздание альбом группы The Alan Parsons Project Eye in the Sky фирмой Sony, для которого Макайвер написал подробные комментарии, выиграл в категории «Лучшее переиздание» ежегодной премии журнала Prog Magazine.

### В качестве писателя
- Extreme Metal (предисловие от Джеффри Данна из группы Venom, 2000)
- Slipknot: Unmasked (2001)
- Nu-Metal: The Next Generation Of Rock And Punk (предисловие от Кейси Чаоса[англ.] из группы Amen, 2002)
- Ice Cube: Attitude (2002)
- Erykah Badu: The First Lady Of Neo-Soul (2003)
- Justice For All: The Truth About Metallica (предисловие от Томаса Гэбриела Фишера из группы Celtic Frost, 2004)
- Extreme Metal II (предисловие от Милле Петроццы из группы Kreator, 2005)
- No One Knows: The Queens Of The Stone Age Story (предисловие от Кэт Бьелланд из группы Babes in Toyland, 2005)
- The Making Of The Red Hot Chili Peppers' Blood Sugar Sex Magik (2005)
- The Making Of The Sex Pistols' The Great Rock'n'Roll Swindle (2006)
- Sabbath Bloody Sabbath (2006)
- The Bloody Reign Of Slayer (предисловие от участников группы Municipal Waste, 2008)
- The 100 Greatest Metal Guitarists (предисловие от Глена Бентона из группы Deicide, 2009)
- Unleashed: The Story Of Tool (2009)
- To Live Is To Die: The Life And Death Of Metallica's Cliff Burton (предисловие от Кирка Хэмметта из группы Metallica, 2009; послесловие переиздания было написано Фрэнком Белло из группы Anthrax, 2016)
- Holy Rock'N'Rollers: The Kings Of Leon Story (2010)
- Crazy Train: The High Life And Tragic Death Of Randy Rhoads (предисловие от Закка Уайлда из группы Black Label Society, послесловие от Ингви Мальмстином, 2011)
- Overkill: The Untold Story Of Motorhead (предисловие от Гленна Хьюза, 2011)
- Machine Head: Inside The Machine (предисловие от Криса Контоса[англ.], бывшего участника группы Machine Head, 2012)
- Ultimate Rock Riffs (предисловие от Робба Флинна из группы Machine Head, 2013)
- Know Your Enemy: Rage Against The Machine (2014)
- Sinister Urge: The Life And Times Of Rob Zombie (предисловие от Джереми Вагнера из группы Broken Hope, 2015)
- The Complete History Of Black Sabbath: What Evil Lurks (предисловие от Робба Флинна из группы Machine Head, 2016)

### В качестве официального биографа, либо соавтора
- Deep Purple And Beyond: Scenes From The Life of a Rock Star (в соавторстве с Гленном Хьюзом, предисловие от Ларса Ульриха из группы Metallica, 2011)
- My Life With Deth: Discovering Meaning In A Life Of Rock & Roll (в соавторстве с Дэвидом Эллефсоном, предисловие от Элиса Купера, 2013)
- My Bloody Roots: From Sepultura To Soulfly And Beyond (в соавторстве с Максом Кавалерой, предисловие от Дэйва Грола, 2013)
- Glen Matlock's Sex Pistols Filthy Lucre Photo File (в соавторстве с Гленом Мэтлоком, предисловие от Чеда Смита из группы Red Hot Chili Peppers, 2014)
- Bible Of Butchery: Cannibal Corpse, The Official Biography (предисловие от Джина Хоглана, 2014)
- Thunder: Giving The Game Away: The Official Biography (предисловие от Энди Тейлора, бывшего участника группы Duran Duran, 2016)
- Spider From Mars: My Life With David Bowie (в соавторстве с Вуди Вудманси, предисловие от Тони Висконти, предисловие от Джо Эллиотта из группы Def Leppard, 2016)